# Абдельхамид, Юнис
Юни́с Абдельхами́д (араб.  يونس عبد الحميد‎; род. 28 сентября 1987, Монпелье) — марокканский футболист, защитник клуба «Сент-Этьен» и сборной Марокко.

## Клубная карьера
15 мая 2016 года Абдельхамид присоединился к «Дижону», подписав трёхлетний контракт. Абдулхамид помог «Реймсу» выиграть Лигу 2 в сезоне 2017/18 и вышел в Лигу 1.

## Карьера в сборной
1 сентября 2016 года Абдельхамид впервые был вызван в сборную Марокко на товарищеский матч против сборной Албании, но так и не появился на поле. Он дебютировал за сборную в матче отборочного турнира на Кубок африканских наций 2017 против сборной Сан-Томе и Принсипи.

## Достижения
«Реймс»
- Чемпион Лиги 2: 2017/18